# محوطه چشمه رییسی ۳
محوطه چشمه رییسی ۳ مربوط به دوره اشکانیان است و در شهرستان خاش، بخش مرکزی، دهستان سنگان، روستای ده جکور، ۱/۱ کیلومتری شرق چشمه رییسی واقع شده و این اثر در تاریخ ۲۸ شهریور ۱۳۸۶ با شمارهٔ ثبت ۱۹۶۶۶ به‌عنوان یکی از آثار ملی ایران به ثبت رسیده است.